# Diopter

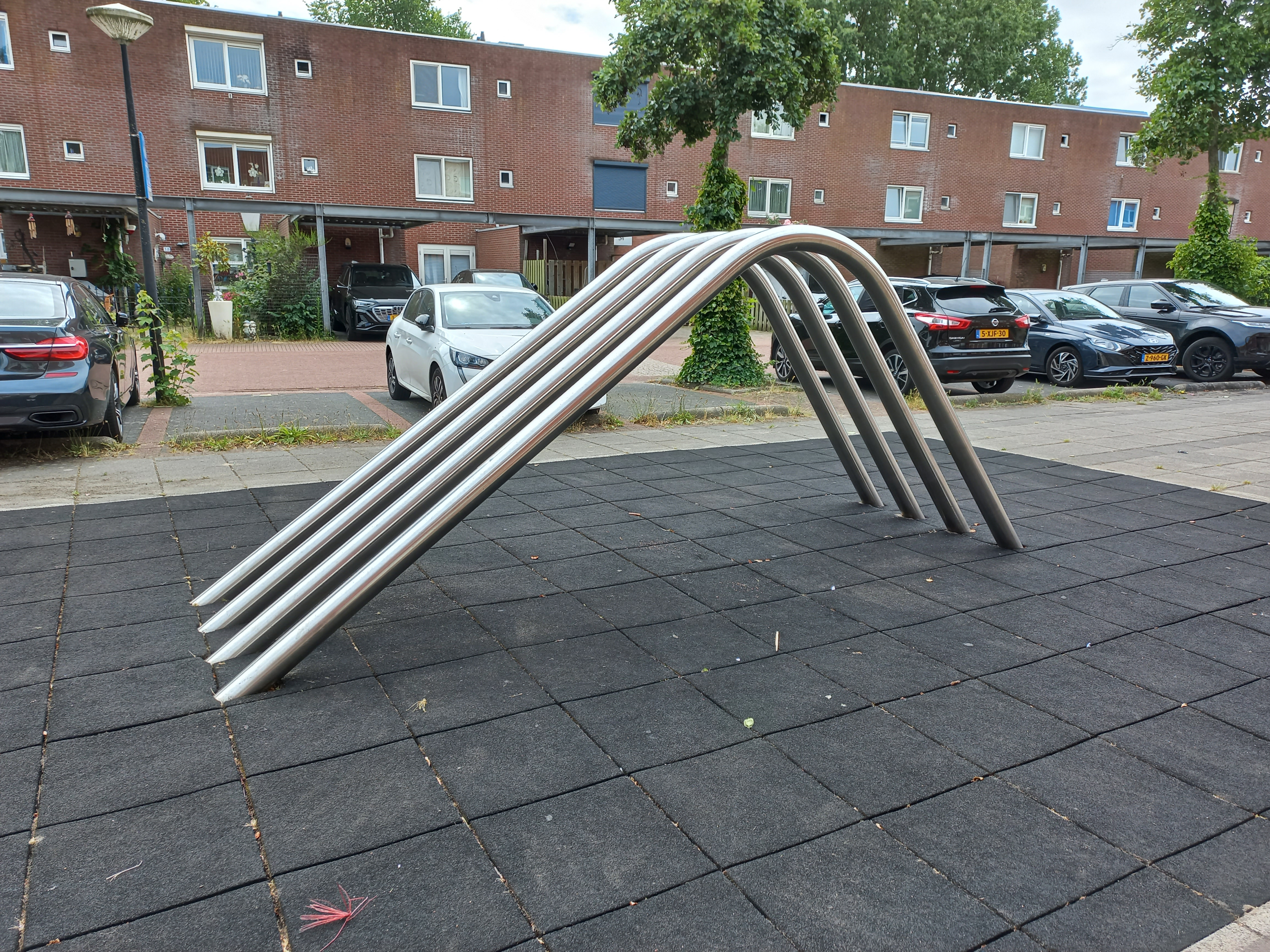
Speel- of kunstobject? (juni 2024)

Diopter is een straat (en tevens buurtje) in Amsterdam-Noord.

## Geschiedenis
Eeuwenlang lagen hier graslanden ten behoeve van de landbouw en veeteelt. Een eerste teken van het oprukkende Amsterdam-Noord vond in 1931 plaats toen hier de Noorderbegraafplaats werd geopend in een oostelijk gelegen strook aan het Noordhollandsch Kanaal. Noordelijk en oostelijk daarvan zou nog decennia lang het agrarisch uitzicht blijven, totdat de Ringweg hier werd aangelegd. Eind jaren tachtig kwam daarin verdere verandering en met name voor het gedeelte aan het kanaal dat ten noorden van de begraafplaats lag. Het werd gereed gemaakt voor bewoning. De jeugd kon in de periode daaraan voorafgaand spelen op een grasveld met sloten, dat de naam Jeugdland had en zou krijgen. Er was op het terrein een ruime kinderboerderij en bij de nadering van bebouwing ook een fietscrossterreintje. Jeugdland/Diopter ziet er van boven een vierkant met scherpe hoeken met een omtrek en singelgracht van ongeveer een kilometer; het ziet er vanuit dat perspectief uit als een voormalige burcht. Het werd in de jaren negentig volgebouwd. Het waren de tijdens van stadsverdichting, veel woningen op een klein oppervlak.
De belangrijkste straat kreeg in 1996 de naam Diopter, vernoemd naar een kijken/vizier. Andere straten en pleinen in het buurtje werden vernoemd naar Nederlandse architecten. Met de naam Diopter maakte de gemeente Amsterdam een soort eerbetoon aan Arie Keppler, promotor van de woningbouw in met name Amsterdam-Noord; hij gebruikte diopter als schuilnaam. De commissie straatnamen had bezwaar tegen een Arie Kepplerstraat, omdat binnen de gemeente Amsterdam al sinds 1927 een Johann Keplerstraat (vernoemd naar wetenschapper Johannes Kepler) ligt, die ligt echter wel aan het andere eind van de stad in de Watergraafsmeer. De straat Diopter werd ingericht als een ringweg binnen het buurtje en zou de naam Jeugdland als buurt langzaam verdringen. Toen Amsterdam ook de terreinen ten oosten van De Nieuwe Noorder ging volbouwen kwam het totale terrein te vallen in de noemer Elzenhagen-Noord.
Diopter als straat zorgt ervoor dat alle straten in het wijkje een verbinding kregen met de belangrijkste verkeersweg alhier, de G.J. Scheurleerweg, die uit de jaren zeventig stamt. De enige verbinding voor snelverkeer daarbij is de Gerrit van Arkelbrug. Voor voetgangers en fietsers zijn er (nog) drie andere bruggen.
Alle huizen op het eilandje zijn ontworpen door Chris de Jonge, Louis Hoogveld en Kees de Kat, dan samenwerkend onder architectenbureau DeJonge Hoogveld en deKat (1991-1999, later JHK-Architecten) uit Utrecht. Zij waren ook de ontwerpers van de bruggen. Het terrein werd toen nog bestempeld als Jeugdland ten westen van de Scheurleerweg. De woningen zijn uniform uitgevoerd; ze zien er in basis allemaal hetzelfde uit. Een kleine speelplaats is de enige herinnering aan het speelveld. 
In Amsterdam zijn nog twee andere eerbetonen aan Keppler te vinden. In Tuindorp Oostzaan in Amsterdam-Noord staat het Borstbeeld Arie Keppler, in Amsterdam-Zuid het flatgebouw Arie Kepplerhuis.